# Euonthophagus gibbosus
Euonthophagus gibbosus es una especie de coleóptero de la familia Scarabaeidae.

## Distribución geográfica
Habita en el paleártico: Eurasia.